# 呉賢揆
呉 賢揆（オ・ヒョンギュ、2001年4月12日 - ）は、大韓民国・南楊州市出身のサッカー選手。KRCヘンク所属。ポジションはフォワード。韓国代表。

## 経歴
2019年、Kリーグ1の水原三星ブルーウィングスでKリーグデビューし、リーグ戦11試合に出場した。
2020年、兵役義務により尚州尚武FCに入隊をした。
2022年、兵役を終えて水原三星ブルーウィングスに復帰し、13ゴールを挙げてチームの得点王となった。
2023年1月25日、スコティッシュ・プレミアシップのセルティックFCに加入することが発表された。
2024年7月14日、KRCヘンクに移籍した。

## 国際キャリア
オ・ヒョンギュは、U-17、U-20、U-23の各ユース代表チームで韓国代表としてプレーした。 2022年11月11日、韓国代表の一員としてアイスランド代表との親善試合でシニア代表デビューを果たした。 2024年10月10日、オは2026 FIFAワールドカップ・アジア予選のヨルダン代表戦で代表初ゴールを決め、チームの2-0の勝利に貢献した。その後、同予選のホーム戦でイラク代表を相手に3-2の勝利を収め、その試合でもゴールを挙げた。